# E・W・スクリップス・カンパニー
E・W・スクリップス・カンパニー（The E. W. Scripps Company、別名スクリップス（Scripps））は、アメリカのエドワード・ウィリス"E. W."スクリップスとその妹のエレン・ブラウニング・スクリップスによって日刊新聞チェーンとして1878年に設立された放送企業。かつてはメディア複合企業でもあった。本社はオハイオ州シンシナティのスクリップス・センターにある。企業理念は「Give light and the people will find their own way（光を与えれば、人々は自らの道を見つける）」であり、これはこのメディア帝国の長年の灯台のロゴに象徴されている。視聴者への到達度という点では、シンクレア・ブロードキャスト・グループに次ぎ、ハースト・テレビジョンとテグナを上回り、ABC加盟局としては第2位の規模を誇る企業である。また、スクリップス・ネットワークス部門を通じて、アイオン・テレビジョンやスクリップスニュースなど、多数の無料放送の多ジャンルデジタルサブチャンネルマルチキャストネットワークも所有している。
スクリップスは新聞事業から始まり、1930年代半ばにラジオ、1940年代半ばにテレビ事業へと事業を拡大した。2014年に新聞事業を売却し、2018年にはラジオ事業から撤退した。

## 歴史

### 19世紀
E・W・スクリップス・カンパニーは、エドワード・ウィリス・スクリップスがオハイオ州クリーブランドの「ペニー・プレス（Penny Press）」の創刊号を発行した1878年11月2日に新聞社として設立された。
1894年、スクリップスとその異母兄弟ジョージ・H・スクリップス（George H. Scripps）は、それぞれの新聞社を組織化し、最初の近代的な新聞チェーンを結成した。1895年7月、長年のパートナーであった「シンシナティ・ポスト」紙のゼネラルマネージャー、ミルトン・A・マクレーのリーダーシップを反映して、「スクリップス＝マクレー・リーグ（Scripps-McRae League）」と名付けられた。10年間に事業を拡大し、カリフォルニア、デンバー、シカゴ、ダラス、ナッシュビルなど各地で新聞を発行した。

### 20世紀
1922年11月初旬、スクリップス・マクレー・リーグは、会社幹部のロイ・W・ハワードに敬意を表して、「スクリップス＝ハワード・ニュースペーパーズ（Scripps-Howard Newspapers）」と改称された。11月23日、「E・W・スクリップス・カンパニー（E. W. Scripps Company）」が設立され、スクリップスの子供と孫のために信託された。株式は、ニューヨーク証券取引所で取引されるクラスA普通株式と、非公開で同社の取締役の過半数が選出される議決権付き普通株式の2種類に分かれていた（ニューヨーク・タイムズ・カンパニーやワシントン・ポストなど、多くのメディア企業はこのシステムを採用しており、創業者の子孫が企業の経営権を維持できるようにしている）。1926年にE・W・スクリップスが亡くなった。
1902年6月2日、オハイオ州クリーブランドに、スクリップス傘下の複数の新聞社向けのニュース報道サービスとして、ニュースペーパー・エンタープライズ・アソシエーション（NEA）を設立した。NEAは1907年にスクリップス傘下以外の新聞社へのコンテンツ販売を開始し、1909年にはより包括的なシンジケートへと成長し、漫画、写真、特集記事も提供した。1915年にはクリーブランドからシカゴに移転し、サンフランシスコにも事務所を構えた。NEAは急速に成長し、1920年には400の新聞社、1930年には約700の新聞社にコンテンツを配信した。現在、NEAは現存する最古のシンジケートである。
1907年に3つの小規模シンジケートを統合してユナイテッド・プレス（UP）通信社を設立し、1958年にウィリアム・ランドルフ・ハーストの小規模な競合社INSと合併してユナイテッド・プレス・インターナショナル（United Press International、UPI）を設立するまで、同社を支配していた。ハースト・コーポレーションが少数株主となり、UPIは1982年に売却されるまでスクリップスの経営下で存続した。別の通信社である「スクリップス・ハワード・ニュース・サービス（Scripps Howard News Service）」は、1917年から2013年まで96年間運営されていた。
ユナイテッド・フィーチャー・シンジケートは、社説コラム、特集記事、漫画を配信するUPの一部門として1919年に設立され、ピューリツァー社のシンジケート部門であるプレス・パブリッシング・カンパニーとワールド・フィーチャー・サービスを統括していた「ニューヨーク・ワールド」をスクリップスが買収したことにより、1931年秋にシンジケート市場の主要プレーヤーとなった。1978年5月、スクリップスはユナイテッド・フィーチャー・シンジケートとニュースペーパー・エンタープライズ・アソシエーションを合併し、「ユナイテッド・メディア・エンタープライジズ（United Media Enterprises）」を設立した。
第二次世界大戦前の期間を通じて新聞の保有を拡大し、「ロッキー・マウンテン・ニュース」や「ノックスビル・ニュース・センチネル」を含む多くの新聞を買収し合併した。その後数十年にわたって、閉鎖や売却が少しずつ起こった。1966年、スクリップスの「ニューヨーク・ワールド・テレグラム」は「ニューヨーク・ワールド・ジャーナル・トリビューン」に統合されたが、1967年に廃刊となった。インディアナポリス、ワシントン、ヒューストン、フォートワースの新聞は1960年代から1970年代にかけて廃刊となり、かつての旗艦紙であった「クリーブランド・プレス」は1980年に売却された。スクリップスは1980年代から1990年代にかけてメンフィス、コロンバス、サウザンドオークス、エルパソの新聞も閉鎖し、1992年には「ピッツバーグ・プレス」を売却した。
1985年、市場拡大を目指し、カルテス・ビデオ・コミュニケーションズ（Kartes Video Communications）を買収し、家庭用ビデオ事業に進出した。2年後、スクリップス・ハワードによるヘインズ（Hanes）の買収が失敗に終わり、カルテス・ビデオ・コミュニケーションズを創業者に売却した。
1997年、テキサス州アビリーン、ウィチタフォールズ、サンアンジェロ、プレイノの各都市の日刊紙とサウスカロライナ州アンダーソンの新聞をハート＝ハンクス・コミュニケーションズ（Harte-Hanks Communications）から買収した。また、25の非日刊紙とテキサス州サンアントニオを拠点とするKENS-TVとKENS-AMも買収した。買収価格は連邦裁定次第で6億500万ドルから7億7,500万ドルの間となる予定だった（2015年に全ての新聞をジャーナル・メディア・グループに分割した）。
1935年に「コンチネンタル・ラジオ（Continental Radio）」という企業を設立し、シンシナティのラジオ局WCPOとテネシー州ノックスビルのラジオ局WNOXを買収して、初めて放送事業に進出した。戦後、1947年にクリーブランドに拠点を置くWEWS-TVという最初のテレビ局を開局し、その後数年かけてメンフィスにWMC-TV、シンシナティにWCPO-TVを開局した。現在、スクリップスは数十のテレビ局とラジオ局を所有している。1980年代から1990年代にかけて、ケーブルテレビ事業者となり、ケーブルテレビ向けの番組制作も手掛けた。代表的なものとしては、1990年にSportSouth（現：ファンデュエル・スポーツ・ネットワーク・サウス、ターナー・ブロードキャスティング及びTCIとの合弁事業）、1993年にフード・ネットワーク、1994年にHGTVなどが挙げられる（2008年にケーブル事業をスクリップス・ネットワーク・インタラクティブに分離した）。
1988年にIPOにより株式を公開し、NASDAQで取引された。当時、20の日刊紙と9つのテレビ局、そして10州にケーブルテレビシステムを所有していた。1990年に、シンシナティのダウンタウンに35階建ての高層ビル「スクリップス・センター」を完成した。1991年、株式をニューヨーク証券取引所に上場した。

### 21世紀
2007年10月、E・W・スクリップス・カンパニー（新聞、テレビ局、ライセンス/シンジケーション）とスクリップス・ネットワークス・インタラクティブ（HGTV、フード・ネットワーク、DIYネットワーク、クッキング・チャンネル（旧称ファイン・リビング）、トラベル・チャンネル、グレート・アメリカン・カントリー）の2つの上場企業に分割すると発表した。取引は2008年7月1日に完了した。
2009年にWFTS-TVで試験運用を開始した後、2010年にスクリップス所有のテレビ局がYouTubeチャンネルを開設した。これらは、ハースト・テレビジョンやLINテレビジョンが運営するYouTubeチャンネルに似ている。
2011年2月24日、ユナイテッド・メディアはユニバーサル・ユークリック（Universal Uclick、現在はアンドリュース・マクミール・シンジケーションとして知られる）と、同社の150本のコミックストリップとニュース記事のシンジケート配信契約を締結し、同年6月1日に発効した。その時点で、ユナイテッド・メディア、ひいてはスクリップス・カンパニーはシンジケーション事業から撤退した。
2011年9月12日、コックス・メディア・グループ及びレイコム・メディアと提携し、バイラルビデオ番組『ライト・ディス・ミニット』（RTM）を開始した。同日、ニュースマガジン『ザ・リスト（The List）』を開始した。どちらも、「自家製」番組、つまりスクリップスが作成した番組のアプローチの一部だった。レイコムは同日、『アメリカ・ナウ』も開始した。『RTM』と『ザ・リスト』の制作者は、2015年に『T・D・ジェイクス』を立ち上げ、この「自家製」の番組手法をテグナに適用した。スクリップスはテレピクチャーズと提携して2013年に『レッツ・アスク・アメリカ』（現在は終了）を立ち上げ、2017年には『ピクラー・アンド・ベン（Pickler and Ben）』を立ち上げた。
2011年10月3日、スクリップスはマグロウ＝ヒルのテレビ部門を2億1,200万ドルで買収すると発表した。この買収により、スクリップスの放送局はほぼ倍増して19となり、合計で全米世帯の13%に届くことになった。2012年にE・W・スクリップスの孫であるロバート・スクリップス（Robert Scripps）が亡くなったことに伴い、エドワード・W・スクリップス・トラスト（Edward W. Scripps Trust）は解散し、その株式は存命の受託者間で分配された。
2013年12月、Newsyを3,500万ドルで買収した。
2014年7月30日、スクリップスとジャーナル・コミュニケーションズは両社が合併し、新聞資産を分離すると発表した。この取引により、シンシナティ本社を維持したままE・W・スクリップス・カンパニーの名で放送グループが設立され、またウィスコンシン州ミルウォーキーにジャーナル・メディア・グループの名で新聞社が設立された。FCCは同年12月12日にこの取引を承認し、株主総会は2015年3月11日に承認した。合併とスピンオフは同年4月1日に完了した。一方、ジャーナル・メディア・グループは2016年4月8日にガネット・カンパニーに買収された。ガネットはスクリップスとジャーナルの合併から数ヶ月後に、テレビ・放送事業をスピンオフ企業であるテグナに売却していた。
2016年4月、デマンド・メディアはユーモア/リスト記事ウェブサイトCracked.comをE・W・スクリップスに売却すると発表した。6月には、ポッドキャストサービスのスティッチャーをDeezerから買収した。
2017年8月1日、カッツ・ブロードキャスティングとその3つのネットワーク、そしてカッツが運営するバウンスを2億9,200万ドルで買収し、残りの95%を取得すると発表した。買収は同年10月2日に完了した。2018年5月22日、普通株式の上場をニューヨーク証券取引所からNASDAQに戻すと発表し、同年6月4日に実施された。

## スクリップスの新聞
| 新聞名称                                                                 | 都市                               | 設立年 | 購入年 | 結果       | 年     |
| ------------------------------------------------------------------------ | ---------------------------------- | ------ | ------ | ---------- | ------ |
| クリーブランド・プレス                                                   | オハイオ州クリーブランド           | 1880年 | N/A    | 売却       | 1980年 |
| シアトル・スター                                                         | ワシントン州シアトル               | 1899年 | N/A    | 売却       | 1920年 |
| トレド・ニュース＝ビー                                                   | オハイオ州トレド                   | 1903年 | N/A    | 閉鎖       | 1938年 |
| ザ・デイ・ブック                                                         | イリノイ州シカゴ                   | 1911年 | N/A    | 閉鎖       | 1917年 |
| ヒューストン・プレス                                                     | テキサス州ヒューストン             | 1911年 | N/A    | 閉鎖       | 1964年 |
| ワシントン・デイリーニューズ                                             | ワシントンD.C.                     | 1921年 | N/A    | 売却       | 1972年 |
| フォートワース・プレス                                                   | テキサス州フォートワース           | 1921年 | N/A    | 閉鎖       | 1975年 |
| シンシナティ・ポスト                                                     | オハイオ州シンシナティ             | 1881年 | 1881年 | 閉鎖       | 2007年 |
| エバンズビル・クーリエ&プレス                                            | インディアナ州エバンズビル         | 1845年 | 1906年 | スピンオフ | 2015年 |
| メンフィス・プレス＝シミター                                             | テネシー州メンフィス               | 1880年 | 1906年 | 閉鎖       | 1983年 |
| インディアナポリス・タイムズ                                             | インディアナ州インディアナポリス   | 1888年 | 1922年 | 閉鎖       | 1965年 |
| サンフランシスコニュース                                                 | カリフォルニア州サンフランシスコ   | 1903年 | 1922年 | 合併       | 1959年 |
| ヤングスタウン・テレグラム（Youngstown Telegram）                        | オハイオ州ヤングスタウン           | 1885年 | 1922年 | 閉鎖       | 1936年 |
| ピッツバーグ・プレス                                                     | ペンシルベニア州ピッツバーグ       | 1884年 | 1923年 | 売却       | 1992年 |
| アルバカーキ・トリビューン                                               | ニューメキシコ州アルバカーキ       | 1922年 | 1923年 | 閉鎖       | 2008年 |
| ロッキーマウンテンニュース                                               | コロラド州デンバー                 | 1859年 | 1926年 | 閉鎖       | 2009年 |
| ノックスビル・ニュース＝センチネル（The Knoxville News-Sentinel）        | テネシー州ノックスビル             | 1886年 | 1926年 | スピンオフ | 2015年 |
| ニューヨーク・ワールド・テレグラム                                       | ニューヨーク州ニューヨーク市       | 1867年 | 1927年 | 合併       | 1966年 |
| エルパソ・ヘラルド＝ポスト                                               | テキサス州エルパソ                 | 1881年 | 1931年 | 閉鎖       | 1997年 |
| ザ・コマーシャル・アピール                                               | テネシー州メンフィス               | 1841年 | 1936年 | スピンオフ | 2015年 |
| ザ・レジスター＝パジャロニアン（The Register-Pajaronian）                | カリフォルニア州ワトソンビル       | 1868年 | 1940年 | 売却       | 1995年 |
| バーミングハム・ポスト＝ヘラルド                                         | アラバマ州バーミングハム           | 1850年 | 1950年 | 閉鎖       | 2005年 |
| コロンバス・シチズン＝ジャーナル                                         | オハイオ州コロンバス               | 1899年 | 1959年 | 閉鎖       | 1985年 |
| ザ・スチュアート・ニュース（The Stuart News）                            | フロリダ州スチュアート             | 1913年 | 1965年 | スピンオフ | 2015年 |
| フラートン・ニュース・トリビューン（Fullerton News Tribune）             | カリフォルニア州フラートン         | 1891年 | 1973年 | 売却       | 1987年 |
| ザ・ジュピター・クーリエ（The Jupiter Courier）                          | フロリダ州ジュピター               | 1957年 | 1978年 | スピンオフ | 2015年 |
| ネイプルズ・デイリーニューズ                                             | フロリダ州ネイプルズ               | 1923年 | 1986年 | スピンオフ | 2015年 |
| キトサップ・サン                                                         | ワシントン州ブレマートン           | 1935年 | 1986年 | スピンオフ | 2015年 |
| レディング・レコード・サーチライト                                       | カリフォルニア州レディング         | 1938年 | 1986年 | スピンオフ | 2015年 |
| サウザンドオークス・ニュース・クロニクル（Thousand Oaks News Chronicle） | カリフォルニア州サウザンドオークス | 1953年 | 1986年 | 合併       | 1995年 |
| ベンチュラ・カウンティ・スター                                           | カリフォルニア州カマリロ           | 1925年 | 1992年 | スピンオフ | 2015年 |
| インディアン・リバー・プレス・ジャーナル（Indian River Press Journal）   | フロリダ州ベロビーチ               | 1919年 | 1996年 | スピンオフ | 2015年 |
| アビリーン・リポーター＝ニュース                                         | テキサス州アビリーン               | 1881年 | 1997年 | スピンオフ | 2015年 |
| サンアンジェロ・スタンダード＝タイムズ                                   | テキサス州サンアンジェロ           | 1884年 | 1997年 | スピンオフ | 2015年 |
| ザ・デイリー・カメラ（The Daily Camera）                                 | コロラド州ボルダー                 | 1890年 | 1997年 | 売却       | 2009年 |
| タイムズ・レコード・ニュース                                             | テキサス州ウィチタフォールズ       | 1907年 | 1997年 | スピンオフ | 2015年 |
| ザ・グリーナー（The Gleaner）                                            | ケンタッキー州ヘンダーソン         | 1883年 | 2000年 | スピンオフ | 2015年 |
| セントルイス・ニュース＝トリビューン（The St. Lucie News-Tribune）       | フロリダ州フォートピアース         | 1903年 | 2000年 | スピンオフ | 2015年 |
| コロラド・デイリー                                                       | コロラド州ボルダー                 | 1892年 | 2005年 | 売却       | 2009年 |

1. ↑  ジョセフ・E・コール（英語版）が買収。
2. ↑  「トレド・ブレード（英語版）」が取得した資産。
3. ↑  「ヒューストン・クロニクル」が取得した資産。
4. ↑  「ワシントン・スター」が取得し、合併した資産。
5. 1 2 3 4 5 6 7 8 9 10 11 12 13 14 15  ジャーナル・メディア・グループ（英語版）に分社化。
6. ↑  1959年にハーストの「サンフランシスコ・コール＝ブレティン（英語版）」と合併して「ザ・ニュース＝コール・ブレティン（The News-Call Bulletin）」が発足した。1962年にハーストが完全な経営権を取得し、1965年に「サンフランシスコ・エグザミナー」に合併した。
7. ↑  ヤングスタウン・ヴィンディケーター・プリンティング・カンパニー（Youngstown Vindicator Printing Company）（英語版）が資産を取得し、「ザ・ヴィンディケーター（The Vindicator）」に合併した。
8. ↑  ブロック・コミュニケーションズ（英語版）が取得した資産は「ピッツバーグ・ポスト＝ガゼット（英語版）」に統合された。
9. ↑  「ニューヨーク・ジャーナル・アメリカン」と「ニューヨーク・ヘラルド・トリビューン（英語版）」が合併し、「ニューヨーク・ワールド・ジャーナル・トリビューン（英語版）」が発足。スクリップス、ハースト、ジョン・ヘイ・ホイットニーの共同所有。「ワールド・ジャーナル・トリビューン」は1967年5月5日に廃刊となった。
10. ↑  ニュース・メディア・コーポレーション（News Media Corp.）に買収された。
11. ↑  コミュニティ・メディア・エンタープライジズ（Community Media Enterprises）に買収された。
12. ↑  共同所有の「ベンチュラ・カウンティ・スター（英語版）」に合併され、発行元はカリフォルニア州カマリロに移転した。
13. 1 2  メディア・ニュース・グループ（Media News Group）（英語版）に買収された。

### シンジケート
- ユナイテッド・メディア（英語版）（1978年 - 2011年）は、以下の企業で構成されていた。
  - ユナイテッド・フィーチャー・シンジケート（英語版）（1919年設立） - 『ピーナッツ』、『ガーフィールド』、『リル・アブナー（英語版）』、『ディルバート』、『ナンシー（英語版）』、『マーマデューク』など、多くの有名な漫画をシンジケートした。
  - ニュースペーパー・エンタープライズ・アソシエーション（英語版）（1902年設立） - 元々はスクリップス・ハワード・ニュース・サービスの二次ニュースサービスであったが、後に総合シンジケートに発展した。「アリー・ウープ（英語版）」「Freckles and His Friends（英語版）」「The Born Loser（英語版）」「Frank and Ernest（英語版）」、そして毎年恒例のクリスマス漫画の配信で最もよく知られている[41]。

ユナイテッド・メディアがシンジケート配信するコンテンツの配給権は、2011年2月にユニバーサル・ユークリックに委託された。ユナイテッド・メディアは事実上消滅したが、スクリップスは引き続き著作権及び知的財産権を保持している。
スクリップスはユナイテッド・プレス・インターナショナル（1907年の設立から1958年にハーストのインターナショナル・ニュース・サービスと合併するまでユナイテッド・プレス（United Press）として存続）も運営していたが、1982年に売却した。

## 放送
スクリップスの放送テレビ局部門（旧コンチネンタル・ラジオ（Continental Radio）、通称スクリップス・メディア（Scripps Media）またはスクリップス・ハワード・ブロードキャスティング（Scripps Howard Broadcasting））は、現在43の市場で62のテレビ局を所有または運営しており、フルパワー局、低出力局、中継局、トランスレーター局、リピーター局、衛星中継局などが含まれている。そのうち、ABC加盟局19局、CBS加盟局12局、NBC加盟局11局、FOX加盟局6局、専門ネットワーク加盟局2局、マイネットワークTV加盟局1局、そしていずれのネットワークにも属さない独立放送局5局である。

### 歴史

#### 1935年～1947年：初期の歴史、ラジオ時代
スクリップス・ハワードがラジオ局WFBEを買収して放送業界に進出し、新聞「シンシナティ・ポスト」に因んで「WCPO」と改名した1935年に設立された。
その後、スクリップスは家具チェーンのスターチ・ブラザーズ（Sterchi Brothers）からラジオ局WNOXを買収した。1936年、ザ・コマーシャル・アピール（The Commercial Appeal）はスクリップス・ハワード新聞チェーンに買収され、WMC放送局群も傘下に含まれていた。1937年、メンフィス・プレス＝シミター（Memphis Press-Scimitar）はメンフィス第一バプテスト教会からWGBCを買収し、コールレターを「WMPS」に変更した。

#### 1947年～1977年：テレビの時代
1947年、スクリップスは放送事業を拡大し、クリーブランドに最初のテレビ局WEWS-TVを開局した。その後、1948年にはメンフィスにWMC-TV、1949年にはシンシナティにWCPO-TVをそれぞれ開局した。
同社は1961年、ウェストパームビーチの放送局WPTV-TVをフィップス家（Phipps family）から買収し、テレビ事業を拡大した。その約9年後、タルサの放送局KVOO-TVをセントラル・プレインズ・エンタープライジズ（Central Plains Enterprises）から買収した。この売却は1970年11月25日にFCCの承認を受け、翌月12月31日に完了した。スクリップス買収完了の翌日、1971年1月1日、同局はコールサインを「KTEW-TV」に変更した（これは「Tulsa E.W. Scripps」の略で、「two」の発音に容易に似ているためである）。この変更は、当時施行されていたFCCの規則により、同一市場に存在するものの所有者が異なるテレビ局とラジオ局が同じコールサインを共有することを禁止されていたためであった。
1963年までに、馴染みのある名前であるスクリップス・ハワード・ブロードキャスティング・カンパニー（Scripps-Howard Broadcasting Company）を引き継ぎ、株式を公開した。

#### 1977年～1994年：独立局への拡大
1977年、カンザスシティのKBMA-TVをビジネスマンズ・アシュアランス・カンパニー・オブ・アメリカ（Businessmen's Assurance Company of America）から買収し、独立放送局への事業拡大を図ったが、1981年に同局は「KSHB-TV」に改名された。それから約7年後の1984年、エドウィン・クーパースタインがトリビューン・カンパニーからの買収提案を断った後、スクリップスは直ちにフェニックスの独立放送局KNXV-TVを買収した。売却のための資金を確保するため、スクリップスはKMEO-AM-FMラジオ局群の売却を余儀なくされた。
約1年後、スクリップスは、キャピタル・シティーズ・コミュニケーションズとABCの合併が12局という新たな所有制限と25%の全国放送到達率制限を超えているとFCCが判断したことを受け、スピンオフ再編の一環として、デトロイトのABC放送局WXYZ-TVとタンパベイの独立局WFTS-TVをキャピタル・シティーズ・コミュニケーションズから買収した。1986年10月9日、フェニックスとカンザスシティにあるスクリップスの2つの放送局がフォックス・ブロードキャスティング・カンパニー（FOX）のテレビネットワークの加盟局となった。1988年、WTOG-TVがFOXから離脱した後、タンパベイの3つ目の独立局が同ネットワークに加わった。
1988年、スクリップスの放送部門はテレビ番組の制作と販売を行うために独自の制作会社、「スクリップス・ハワード・プロダクションズ」（Scripps Howard Productions）を設立した。
1990年から1995年まで、ターナー・ブロードキャスティングとテレコミュニケーションズと共に地域スポーツネットワークのスポーツサウス（SportSouth）のパートナーだったが、1996年に同ネットワークがニューズ・コーポレーションに売却され、FOXスポーツ・サウスとなった。
1990年夏、ボルチモアのNBC加盟局WMAR-TVをジレット・コミュニケーションズ（Gillett Communications）から買収したが、1991年2月、スクリップスがジレットによるWMARの財務諸表の虚偽報告を告発したため、買収は取り消された。その後、ジレットはスクリップスに対して訴訟を起こしたが、双方が和解し、売却は成立した。同年春に同局の経営権を掌握した。
1993年7月19日、WMC-AM-FM-TVをアトランタの実業家バート・エリス（Bert Ellis）とその新会社エリス・コミュニケーションズ（Ellis Communications）に売却した。
1994年、ノックスビルに拠点を置くシネテル・プロダクションズ（Cinetel Productions）を買収し、家庭向けライフスタイルに特化した新しいケーブルネットワークの制作拠点とした。このネットワークは最終的に12月にHGTVとして発足した。その後、フード・ネットワークの株式を取得し、HGTVからスピンオフしたDIYネットワークを立ち上げた。

#### 1994年～2000年：再編と変化
1994年5月23日、FOXは、複数の長期にわたる主要市場のCBS加盟局の所有者であるニュー・ワールド・コミュニケーションズの株式20%を5億ドルで購入した。代わりに、ニュー・ワールドが所有または買収中の12の放送局は、放送局ごとの既存契約の期限が切れた後、ネットワーク提携をFOXに切り替えることになる。移転したFOX加盟局のうち3つはスクリップスが所有していたKNXV-TV、WFTS-TV、KSHB-TVである。このため、CBSはスクリップスに対し、KNXVとWFTS、そして長年ABC加盟局であるWXYZ-TVとWEWS-TVとの契約を申し入れた。提案された契約には、CBSがHGTVの少数株を購入することも含まれていた。WEWSとWXYZを維持するというABCの反対提案に対し、スクリップスはWMAR、WFTS、KNXVもABCとリンクするよう要求した:16。
この需要は、ABC加盟局として同様に長年の歴史を持つ2つの局を犠牲にして生じた。WJZ-TVは1948年からABCに加盟していたが、KTVKは家族経営で大手チェーンの一部ではなかったものの、1980年代にローカルニュースの市場リーダーとして台頭した。ABCはKNXVを排除するためにスクリップスに2,500万ドルを提示したが、ABC幹部のブライス・ラスボーン（Bryce Rathbone）はスクリップスが「彼らの頭に銃を突きつけた」としてこれを拒否した:16。1994年6月15日に発表されたABCとスクリップスの合意には、WEWSとWXYZ に加えてスクリップスがネットワークへの加入を要求した3つの放送局全てが含まれていた。WFTSにとって、この発表はニュース部門の急速な構築と同時に行われ、切り替え当日にローカルニュース番組がデビューした。もう一つの移転したFOX加盟局であるKSHBは、WDAF-TVの代わりとしてNBCと提携した。その後、ABCは1995年9月にWCPO-TVと無関係の提携契約を締結し、1996年6月3日に発効した。
1995年10月、コムキャストはスクリップスのケーブルプロバイダー事業の買収を発表した。
1997年、テキサス州のアビリーン、ウィチタフォールズ、サンアンジェロ、プレイノの各都市の日刊紙とサウスカロライナ州アンダーソンの新聞をハート＝ハンクス・コミュニケーションズ（Harte-Hanks Communications）から買収した他、25の非日刊紙とサンアントニオを拠点とするKENS-TVとKENSも買収した。買収価格は連邦裁定次第で6億500万ドルから7億7,500万ドルの間となる予定だった（スクリップスは2015年に全ての新聞をジャーナル・メディア・グループに分割した）。
1996年3月、KSHBの所有者であるスクリップス・ハワード・ブロードキャスティングは、ローカルマーケティング契約に基づいてKMCIを管理する契約を締結した。その年の8月、KMCIはホームショッピング番組の多くを中止し、6:00から深夜0:00まで家族向けの総合エンターテイメント番組として「38 Family Greats」に改名し、HSNの番組は深夜帯に追いやられた。新しいKMCIのラインナップには、KSHBが所有していたものの、1994年にNBCに移行してからは放送できなかった番組も含まれていた。
スクリップスは、1996年にミラーと締結した契約に基づくオプションを行使し、2000年にKMCIを1,460万ドルで完全買収し、KSHBとの法的複占状態を形成した。1998年、同社はスクリップス・ハワード・プロダクションズを売却し、シネテル・プロダクションズは「スクリップス・プロダクションズ（Scripps Productions）」に改名された。

#### 2000年～2008年：ショップ・アット・ホーム時代
2000年から2006年まで、スクリップスはショップ・アット・ホーム・ネットワークも所有していた。ショップ・アット・ホームは、5つのテレビ局を所有していたが、いずれも同社のケーブルネットワーク部門の一部門であり、同社の従来の商業ネットワーク加盟局とは別に管理されていた。
ショップ・アット・ホームをフード・ネットワークやHGTVの補完サービスとして利用し、これらのネットワークのパーソナリティに関連した製品を販売するという試みは、競合他社のQVCやHSNと比較すると中程度だった。2006年5月22日、スクリップスは同ネットワークの運営を終了し、ショップ・アット・ホームが所有・運営する5つのテレビ局をそれぞれ売却する予定であると発表した。最終的にジュエリー・テレビジョンがショップ・アット・ホームを買収したが、スクリップスは依然として加盟局の売却を意図していた（ジュエリー・テレビジョンは2008年3月にショップ・アット・ホームの殆どの運営を終了した）。同年9月26日、スクリップスのショップ・アット・ホームTV放送局をニューヨーク市に拠点を置くマルチカルチュラル・テレビジョン（Multicultural Television）に1億7,000万ドルで売却すると発表した。

#### 2008年〜現在:スクリップスの今日
2020年7月、スティッチャー・ラジオポッドキャストサービスと資産をシリウスXMに3億2,500万ドルで売却した。